# Quaqua parviflora
Quaqua parviflora är en oleanderväxtart som först beskrevs av Francis Masson, och fick sitt nu gällande namn av Peter Vincent Bruyns. Quaqua parviflora ingår i släktet Quaqua och familjen oleanderväxter. Inga underarter finns listade i Catalogue of Life.